# Ooencyrtus nezarae
Ooencyrtus nezarae är en stekelart som beskrevs av Ishii 1928. Ooencyrtus nezarae ingår i släktet Ooencyrtus och familjen sköldlussteklar.
Artens utbredningsområde är Thailand. Inga underarter finns listade i Catalogue of Life.